# Abdrahamane Baba Touré
Pour les articles homonymes, voir Touré.
Abdrahamane Baba Touré est un enseignant et homme politique malien né en 1928 à Doukouria dans le cercle de Goundam au Mali et mort le 14 février 2003 dans le 12e arrondissement de Paris.

## Biographie
Abderhamane Baba Touré a fait ses études primaires à Diré puis à Goundam. Il poursuit ses études à Bamako, à l'École primaire supérieure Terrasson de Fougères entre 1943 et 1946, puis à l'École technique supérieure de Bamako où il obtient sa première partie du baccalauréat. Il intègre ensuite l'École normale William-Ponty à Dakar (Sénégal) où il obtient la seconde partie du bac, puis à l'Institut des hautes études où il obtient le certificat d'études supérieures de mathématiques-physique-chimie. Il poursuit des études supérieures en France à Montpellier pour obtenir une licence d'enseignement des sciences physiques puis un diplôme d'études supérieures (DES) de Sciences physiques.

### L’enseignant
Il enseigne dans un premier temps à Béziers (France) et passe un certificat d'aptitude professionnelle pour l'enseignement secondaire. Nommé professeur certifié en 1956, il revient au Mali (alors colonie française dénommé Soudan français) où il enseigne au lycée Terrasson de Fougères (Bamako).
En 1958, Abderhamane Baba Touré émigre en Guinée Conakry où il enseigne au lycée de Donka Conakry. Il retourne au Mali lors de l’indépendance en 1960 et rejoint le lycée Askia Mohamed à Bamako, anciennement  lycée Terrasson de Fougères. En 1962, il est nommé directeur de l'École des travaux publics de Bamako. Grâce à une bourse de l’Unesco, il passe un doctorat spécialité chimie minérale à l’Université de la Sorbonne à Paris entre 1964 et 1967.
En 1967, il est nommé directeur de l'École normale supérieure de Bamako, fonction qu’il occupe jusqu’en 1969.

### L’engagement politique
En 1958, Abderhamane Baba Touré est membre fondateur de la branche malienne du Parti africain pour l’indépendance (PAI-Soudan) devenu Parti malien du travail (PMT) en 1966. Il s’engage pour l’indépendance de la Guinée et du Mali. Il s’oppose au régime militaire à la suite du coup d’État de Moussa Traoré. Président du Parti malien du travail, il est arrêté et incarcéré à Yélimané.
Libéré en 1971, il est nommé  professeur de "thermodynamique appliquée" et inspecteur général de l'enseignement des sciences physiques dans les lycées du Mali, fonction qu’il occupe jusqu’à sa retraite en 1987.
Toujours opposant au régime de Moussa Traoré, Abderhamane Baba Touré fonde le Front national démocratique populaire (FNDP) en 1986 et l'Alliance pour la démocratie au Mali (ADEMA) en 1990 qui devient en 1991 l’Alliance pour la démocratie au Mali-Parti africain pour la solidarité et la justice dont il est le premier président d’honneur. Il est élu président de cette association qu’il représente après la chute de Moussa Traoré, auquel il fera signer sa lettre de démission, au sein du  Comité de transition pour le salut du peuple (CTSP) entre le 28 mars 1991 et juin 1992.
Le président Alpha Oumar Konaré le nomme conseiller à la Cour constitutionnelle le 16 novembre 1993. Il est élu par ses pairs président de la Cour constitutionnelle le 10 mars 2001.

## Hommages
L'École nationale d'ingénieurs de Bamako (ENI) a été baptisée « École nationale d'ingénieurs Abderhamane Baba Touré » en juillet 2006.